# Okręg wyborczy Manchester
Okręg wyborczy Manchester powstał w 1832 r. i wysyłał do brytyjskiej Izby Gmin dwóch deputowanych. Okręg obejmował miasto Manchester. W 1868 r. liczbę mandatów przypadających na okręg zwiększono do trzech. Okręg został zlikwidowany w 1885 r.

## Deputowani do brytyjskiej Izby Gmin z okręgu Manchester

### Deputowani w latach 1832–1868
- 1832–1847: Mark Philips, wigowie
- 1832–1839: Charles Thomson, wigowie
- 1839–1841: Robert Hyde Greg, wigowie
- 1841–1857: Thomas Milner Gibson, wigowie
- 1847–1857: John Bright, radykałowie
- 1857–1858: John Potter, wigowie
- 1857–1865: James Aspinall Turner, Partia Liberalna
- 1858–1868: Thomas Bazley, Partia Liberalna
- 1865–1867: Edward James, Partia Liberalna
- 1867–1868: Jacob Bright, Partia Liberalna

### Deputowani w latach 1868–1885
- 1868–1880: Thomas Bazley, Partia Liberalna
- 1868–1874: Jacob Bright, Partia Liberalna
- 1868–1883: Hugh Birley, Partia Konserwatywna
- 1874–1875: William Romaine Callender, Partia Konserwatywna
- 1875–1885: Jacob Bright, Partia Liberalna
- 1880–1885: John Slagg, Partia Liberalna
- 1883–1885: William Houldsworth, Partia Konserwatywna